# Cratere Blackett
Blackett è un grande cratere lunare di 145,31 km situato nella parte sud-orientale della faccia nascosta della Luna.
Il cratere è dedicato al fisico britannico Patrick Maynard Stuart Blackett.

## Crateri correlati
Alcuni crateri minori situati in prossimità di Blackett sono convenzionalmente identificati, sulle mappe lunari, attraverso una lettera associata al nome.
| Blackett | Coordinate             | Diametro (in km) |
| -------- | ---------------------- | ---------------- |
| N        | 40°05′24″S 116°12′36″W | 26,1             |